# Тютюнникове
Тютю́нникове —  село в Україні, у Роменському районі Сумської області. Населення становить 28 осіб. Входить до складу Коровинської сільської громади.

## Географія
Село Тютюнникове знаходиться на відстані до 0,5 км від сіл Мухувате і Тимощенкове. По селу протікає пересихаючий струмок з загатою.

## Історія
- 12 червня 2020 року, відповідно до розпорядження Кабінету Міністрів України № 723-р «Про визначення адміністративних центрів та затвердження територій територіальних громад Сумської області», село увійшло до складу Коровинської сільської громади[1].
- 19 липня 2020 року, в результаті адміністративно-територіальної реформи та ліквідації  Недригайлівського району, громада увійшла до складу новоутвореного Роменського району[2].